# ふれ愛
『ふれ愛』（ふれあい）は、祖父江文宏による小説「かなしみの歳時記」を原作としたドラマ化作品である。

## 概要
静岡県・伊豆半島にある児童養護施設を舞台に、主人公（山本みどり）がこの施設に預けられた姉（青谷由起子）と弟2人（池田進、那智武敏）、そして学園長の娘と繰り広げる人間愛を描く。
著者の祖父江は愛知県東海市にある児童養護施設「暁学園」の園長を務め、同園での経験が本作の土台となっている。

## TVドラマ
1986年1月6日～3月28日に第1シリーズが、1988年4月11日～7月1日に『ふれ愛II』のタイトルで第2シリーズが、いずれも東海テレビの昼ドラマ枠にて放送された。

### キャスト
- 山本みどり[2][3]
- 池田進
- 加藤武[2][3]
- 橋爪淳[2][3]
- 青谷由起子
- 宮崎達也
- 早川雄三
- 喜多道枝
- 高田敏江
- 白川和子
- 会沢朋子
- 中原早苗
- 磯村みどり
- 睦五朗
- 風間みつき
- 棟里佳
- 及川ヒロオ
- 浅井星光

### スタッフ
- 演出 - 平松敏男､竹内正男、小野俊和（『II』のみ）
- 脚本 - 岡本克己[2]
- 制作 - 東海テレビ[2][3]、東宝株式会社